# قدير (صاروخ)
صاروخ قدير (بالفارسية: موشک قدیر) هو صاروخ كروز بحريّ بعيد المدى والمضاد للقطع البحریة. جيل جديد من صواريخ كروز الإيرانية تم تصمیم وانتاجه على ید الخبراء والمختصین الایرانیین فی منظمة الصناعات الجوفضائیة التابعة لوزارة الدفاع الإيرانية ويبلغ مداه 300 كيلومتر وهو قادر على إصابة الأهداف البحرية بدقة عالية ويتميز بقدرة تدميرية هائلة. تم إزاحة الستار عنه في يوم الأحد 24 أغسطس 2014 في معرض لوزارة الدفاع الإيرانية برعاية الرئیس الإيراني حسن روحاني.

## کشف النقاب
تم إزاحة الستار عنه في يوم الأحد 24 أغسطس 2014 في معرض لوزارة الدفاع الإيرانية برعاية الرئیس الإراني حسن روحاني. وذلك في مستهل “اسبوع الحكومة” الذي يصادف ذكرى استشهاد الشهيدين الكبيرين الرئيس الراحل محمد علي رجائي ورئيس الوزراء الإيراني الراحل محمد جواد باهنر.

## تدشين خط الإنتاج الواسع
تم افتتاح خط الإنتاج الواسع لصاروخ كروز قدير برعاية وزير الدفاع واسناد القوات المسلحة الايرانية العميد حسين دهقان وقائد القوة البحرية للحرس الثورة الإسلامية العميد علي فدوي في منظمة الصناعات الجوفضائية التابعة لوزارة الدفاع الإيرانية.

## خصائص
قال وزير الدفاع الإيراني العميد حسين دهقان، خلال مراسم افتتاح الخط الإنتاج المکثف لصاروخ قدير في منظمة الصناعات الجوفضائية التابعة لوزارة الدفاع واسناد القوات المسلحة الإيرانية حول خصائص هذا الصاروخ ان من خصائصه الإعداد ورد الفعل السريع، ارتفاع التحليق الواطئ، الدقة العالية في إصابة الأهداف، قدرة التدمير العالية، قدرة عالية في مواجهة الحرب الإلكترونية في ضوء الرادارات المتطورة الموجودة فيه، وإمكانية الإطلاق من على مختلف أنواع القطع البحرية والمروحيات مما يساعد كثيرا في زيادة مداه.
يبلغ مدی صاروخ قدير إلی 300 كيلومتر. كما يمتلك قدرة مشابهة لمثيله من صوارخ هذا الجيل كإمكانية إطلاقه من الشاطئ وقدرة العوم. والميزة الأخری لهذا الصاروخ هو إمكانية إطلاقه من منصات الصواريخ السابقة ما يسهل عمل القوات الإيرانية ويزيد من قدراتها.
صاروخ “قدیر” شأنه شأن الصواریخ الاخری من جیله مثل “نور” و “قادر” یمکن اطلاقه من الساحل والعوامات. کما یتمیز الصاروخ المذکور إضافة الی قدرته العملیاتیة بجهاز “السونار” الذی یجعله یقوم باداء مهمته دون انتشار ذبذبات. كذلك تم تجهيز هذا الصاروخ من ناحية الحرب الالكترونية.

## تسليم الصاروخ للقوة البحرية للحرس الثورة الإسلامية
وخلال مراسم افتتاح خط الإنتاج الواسع لصاروخ كروز قدير في منظمة الصناعات الجوفضائية التابعة لوزارة الدفاع الإيرانية، تم تسليم كمّيات من هذا الصاروخ الإستراتيجي والمؤثر في مجال الدفاع والقتال البحري للقوة البحرية للحرس الثورة الإسلامية.

## تسليم الصاروخ للقوة البحرية لجيش الجمهورية الإسلامية
وفي 30 نوفمبر 2015 استلمت البحریة الایرانیة من وزارة الدفاع، صاروخ «قدیر» البحری من طراز کروز بمناسبة یوم البحریة للجیش الإیرانی.

## الوصلات الخارجية
شاهد بالفيدئو لحظة اطلاق صاروخ قدير وإصابته بالهدف
شاهد بالصور صاروخ كروز من طراز «قدير»